# Уссама Ель-Аззузі
Уссама Ель-Аззузі (араб. أسامة العزوزي, нар. 29 травня 2001, Венендал, Нідерланди) — марокканський футболіст, півзахисник італійського клубу «Болонья» та національної збірної Марокко.

## Ігрова кар'єра

### Клубна
Уссама Ель-Аззузі народився в Нідерландах в родині марокканців. На юнацбкому рівні займався футболом в академіях нідерландських клубів серед який «Вітесс» та «Гронінген». Але на дорослому рівні футболіст дебютував у складі «Еммена» в турінірі Еерстедивізі. В тому ж сезоні «Еммен» виграв Другий дивізіон та підвищився до Ередивізі але сам Ель-Аззузі перейшов до бельгійського «Юніон Сент-Жилуаз», з яким підписав трирічний контракт. 6 серпня 2022 року півзахисник зіграв першу гру в новій команді в чемпіонаті Бельгії. У складі «Юніона» Ель-Аззузі брав участь у матчах групового раунду Ліги Європи сезону 2022/23.
Відігравши один сезон в Бельгії, в липні 2023 року марокканець перебрався до Італії, де став гравцем «Болоньї».

### Збірна
Ще на юнацькому рівні Ель-Аззузі починав виступати за юнацькі збірні Нідерландів.
У 2023 році у складі збірної Марокко (U-23) Уссама брав участь у молодіжному Кубку африканських націй, де посів з командою перше місце і отримав путівку на Літні Олімпійські ігри 2024 у Парижі.
17 жовтня 2023 року у матчі відбору до Кубку африканських націй 2023 року проти команди Ліберії Уссама Ель-Аззузі дебютував у складі національної збірної Марокко. Також Ель-Аззузі був в заявці збірної на Кубок африканських націй 2023.

## Титули
Еммен
 Переможець Еерстедивізі: 2021/22
Болонья
 Володар Кубка Італії: 2024/25
Марокко (U-23)
 Переможець молодіжного кубку африканських націй: 2023